# Navaconcejo
Navaconcejo és un municipi de la província de Càceres, a la comunitat autònoma d'Extremadura (Espanya).

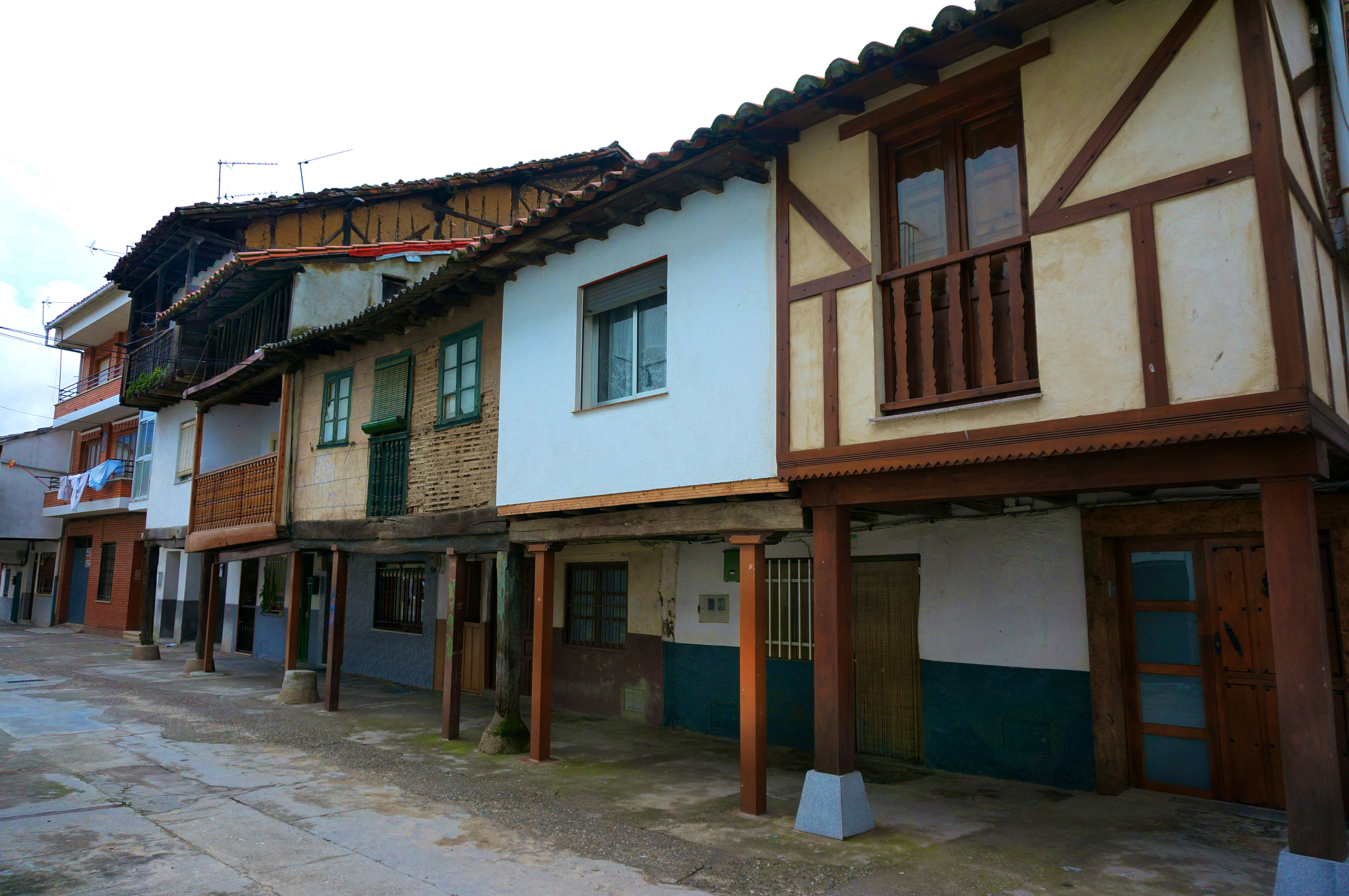
Cases típieus en el carrer major de Navaconcejo

Aquesta població medieval està ubicada a les ribes del Jerte. El seu nucli antic té molt sabor, principalment l'antic carrer Reial, paral·lel al riu. Es distingeix per les seves cases populars de tova amb voladissos, grans alerons, amples balconades i solanes de fusta. I sobre d'elles despuntant, la casa de la [[Inquisició, que porta el record de nombroses llegendes negres.
En la plaça Major destaca l'església de Nostra Senyora de l'Assumpció del ((segle XVI]] i prop d'aquesta si troba La Fábrica, un edifici renaixentista batejat així, ja que els frares franciscans confeccionaven els saials en aquest edifici. També són significatives l'ermita del Cristo del Valle i la de Sant Jordi, als afores, la qual conté un retaule del segle xii.
En l'àmbit natural destaquen el mirador del Cerrillo i la Garganta de las Nogaleas, amb salts espectaculars d'aigües.